# Франсоа I
Франсоа I (на френски: François Ier) е първи от Ангулемския клон на династията Валоа, който става крал на Франция (1515 – 1547).

## Произход и брак
Син е на Шарл Ангулем, граф на Ангулем, и Луиз Савойска. Брат е на Маргарита Наварска, кралица на Навара.
Тъй като крал Луи XII няма синове, съгласно Салическия закон Франсоа трябва да го наследи, но той е принуден освен това да се ожени за дъщеря му – Клод Френска. През 1504 година Франсоа за първи път се появява при кралския двор, а в 1506 е сгоден за 7-годишната дъщеря на крал Луи XII и Ана Бретанска, Клод, наследница по майчина линия на Херцогство Бретан. Така се обезпечава короната за Франсоа.
През 1508 година Франсоа се премества в Париж, а през 1514 година са жени за Клод. На 1 януари 1515 година, след смъртта на Луи XII, става крал на Франция.

## Крал на Франция (1515 – 1547)

### Външна политика
Външната политика на Франсоа I е много динамична и изпълнена с войни (виж Войни между Хабсбурги и Валоа), чиято основна цел е да се изравни баланса на силите в Европа. С нараснало самочувствие Франция претендира за равна тежест със Свещената Римска империя, но не успява да предотврати израстването на Хабсбургите като най-могъщ европейски род.
През 1515 г. кралят спечелва голяма победа над швейцарците при Мариняно и временно завзема Миланското херцогство. След 1519 г. Франция се оказва заобиколена от три страни от владения на Хабсбургите – Нидерландия от север, Испания от юг и Франш-Конте от изток. Този „хабсбургски пръстен“ задушава Франция, прави я твърде уязвима и тя търси възможност за изнасяне на конфликта в друга посока. Затова Франсоа I продължава агресивните действия на своя предшественик в богата Италия, но търпи тежки поражения, като това при Павия през 1525 г. Тогава той е пленен, отведен в Мадрид и хвърлен в затвора, а накрая принуден да подпише тежък мир, според който Франция се отказва от много от своите претенции и признава завоеванията на Хабсбургите. Освободен, Франсоа безцеремонно нарушава обещанията си и подновява войната. Той проявява гъвкавост и дипломатическа находчивост, като не се колебае да потърси за съюз както от протестанти в Германия, така и Османската империя. Въпреки всичко това Франсоа не успява да направи Франция толкова силна, колкото са неговите противници, и да ѝ даде сигурност и добри стратегически позиции.

### Вътрешна политика
Най-важната черта на вътрешната му политика е изграждането на основите на кралския абсолютизъм. Тенденцията е започната още от Луи XI. Франсоа I е първият френски крал, който изисква да бъде наричан Ваше Величество (Votre Majesté) – обръщение, което дотогава е използвано само към император. Основните решения се вземат вече от малък Частен съвет, който се председателства от краля, а изпълнението на решенията преминава в ръцете на назначаваните от него секретари.
Активната външна политика и екстравагантният личен живот изискват суми, които с мъка се покриват от данъците, въпреки вещината и големите заслуги на канцлера Антоан Дюпра. Въвеждат се порочни практики да се продават постове, титли и чинове – те осигуряват значителен и постоянен дял от доходите на короната. Голямо постижение на Франсоа е, че успява (след една успешна кампания в Италия) да принуди папа Лъв X да признае Галиканската църква, тоест правото на френския крал да се разпорежда с нея. Това става чрез известния Болонски конкордат, сключен през 1516 г., според който църквата във Франция е подчинена на кралската власт. Църковните доходи и привилегии са в разпореждане на краля, който ги превръща в средство за възнаграждение на аристокрацията.
Франсоа е първият френски монарх, който се опитва да постави под контрол цялото правосъдие в страната (парламентите) и цялата администрация в провинциите, която действа повече в интерес на местната аристокрация. Той ликвидира автономността на последните феодални държавици – на херцог Шарл III дьо Бурбон след 1523 г., който избягва при Карл V Хабсбург, бие се на негова страна и през 1526 г. Франсоа е принуден да възстанови правата и земите му, но на хартия; на принцовете д'Албре, като омъжва сестра си за Анри II д'Албре – крал на Навара; на Херцогство Бургундия, след като Карл V вдига протекцията си през 1529 г.

### Френски Ренесанс
С името на Франсоа е свързан френският Ренесанс. При неговото управление уединеният начин на живот при френския двор се сменя с блестящо и шумно веселие. При кралския двор, където голяма роля започват да играят дамите, се съсредоточава целият обществен живот.
Експедицията в Италия запознава Франсоа с разкоша на дворовете на италианските меценати. Той се увлича от културата на Ренесанса, най-вече от естетическата му страна, затова се обкръжава с учени и поети, обича да беседва с тях. Той кани във Франция Леонардо да Винчи, приема го през 1516 година в своя замък Кло-Люсе, а така също живописеца Андреа дел Сарто. Рафаел е рисувал за Франсоа няколко картини.
През 1517 година Франсоа решава да основе Висше училище по древни езици. През 1530 година, по съвет на своя библиотекар Гийом Буде, той учредява кралски Колегиум на трите езика, където се преподават гръцки език, латински език и иврит – предмети, отсъстващи в парижката Сорбона, преобразуван в 1530 година в Колеж дьо Франс, чието съществуване нанася силен удар на схоластичната Сорбона.
Франсоа се увлича от архитектура и скулптура. Венец на националната школа в архитектурата е замъкът Шамбор, а на италианската — замъкът във Фонтенбло, над който работят няколко знаменити италиански художници, в това число Бенвенуто Челини.
Хуманистичният интерес към човека се проявява в изобразителното изкуство, особено в портрета. Тържественото изражение на лицата и величавост на позите в портретите на Жан Клуе се съчетава с тънкостите на индивидуалните им характеристики. 
При двора на Франсоа живее поетът Клеман Маро, който съпровожда Франсоа в Италия и попада в плен при Павия. През 1532 година се появява романът на Франсоа Рабле „Гаргантюа и Пантагрюел“.

### Религия
Разпространението на протестантството след 1520 г. в началото не предизвиква репресии от страна на държавата. Парижкият университет заклеймява лутеранството, а Парижкият парламент – хуманизма, но като хуманист и съюзник на германските протестанти, Франсоа игнорира тяхната позиция. Едва когато се разпространява предимно калвинизма и неговите последователи – хугенотите се ориентират към автономни общини, които стават опозиция на кралската власт, Франсоа променя отношението си и започва сериозни репресии. Забраняват се книги (над 3000), горят се села и се избиват хора.

## Семейство
Франсоа I се жени два пъти.
Първи брак: през 1514 г. за Клод Френска (1499 – 1524), дъщеря на Луи XII, от която има 7 деца:
- Луиз Френска (1515 – 1518);
- Шарлот Френска (1516 – 1524);
- Франсоа III (1518 – 1536), престолонаследник, неженен, умрял без деца;
- Анри (1519 – 1559), бъдещият крал на Франция, Анри II;
- Мадлен Валоа (1520 – 1537), омъжена за краля на Шотландия Джеймс V, няма деца;
- Шарл (1522 – 1545), херцог д'Орлеан, неженен, умрял без деца;
- Маргарита Френска (1523 – 1574), херцогиня дьо Бери, омъжена за Емануел-Филиберто Савойски през 1559 година;

Втори брак: през 1530 г. за Елеонора Кастилска (15 ноември 1498 – 18 февруари 1558), сестра на Карл V и дъщеря на Филип I Красиви и кралицата на Кастилия Хуана I Безумната. Нямат деца.

## Галерия
- семейство
- Шарл Ангулем, баща
- Луиз Савойска, майка
- Маргарита Наварска, сестра
- Клод Френска, първа съпруга
- Клод в центъра с дъщерите си, Луиз, Шарлот, Мадлен, Маргьорит и Елеонор Кастилска
- Елеонора Хабсбург, втора съпруга
- херцогиня Анна дьо Етамп, фаворитка
- Луиза Френска, дъщеря
- Шарлота Френска, дъщеря
- Шарл Орлеан, син
- Мадлен Валоа, дъщеря
- Маргарита, дъщеря